# Roestbuikberghoningkruiper
De roestbuikberghoningkruiper (Diglossa gloriosissima) is een zangvogel uit de familie Thraupidae (tangaren). Het is een bedreigde endemische vogelsoort in westelijk Colombia, hoog op de westelijke hellingen van de Andes.

## Kenmerken
De vogel is 14,5 cm lang. De vogel is van boven zwart met een blauwe vlek op de schouder en roodbruin tot kastanjebruin op de borst en buik. De vogel lijkt sterk op de zwartkeelberghoningkruiper (D. brunneiventris), maar die heeft meer roodbruin op de borst en buik en het zwart is beperkt tot op de keel en de blauwe schoudervlek ontbreekt.

## Verspreiding en leefgebied
Er zijn twee ondersoorten. De nominaat (D. g. gloriosissima) werd in het zuidelijk gelegen departement Cauca ontdekt en in 1912 beschreven. Veel later werd in het noordelijke departement Antioquia, in de gemeenten  Ituango en Urrao, een nieuwe ondersoort (D. g. boylei) ontdekt en die werd in 1990 beschreven. Daarna, na de eeuwwisseling, werden op meer locaties waarnemingen gedaan, nadat de vogel 40 jaar lang onopgemerkt was gebleven. De leefgebieden liggen hoog op de westelijke hellingen van de Andes tussen de 3000 en 3800 m boven zeeniveau, bij de boomgrens in vochtig montaan struikgewas. Dit is politiek instabiel en lastig toegankelijk gebied.

## Status
De roestbuikberghoningkruiper heeft een zeer beperkt en onderling versnipperd verspreidingsgebied en daardoor is de kans op uitsterven aanwezig. De grootte van de populatie werd in 2012 door BirdLife International geschat op 1500 tot 4000 individuen en de populatie-aantallen nemen af. Het leefgebied wordt aangetast door ontbossing en militaire activiteiten. Om deze redenen staat deze soort als bedreigd op de Rode Lijst van de IUCN.